# Víktor Demidenko
Víktor Gueórguievitx Demidenko (en rus: Виктор Георгиевич Демиденко) (Omsk, Óblast d'Omsk, 6 de juny de 1962) va ser un ciclista soviètic d'origen rus. Malgrat no passar al professionalisme, va aconseguir algunes victòries destacades entre elles dos campionats del món en categoria júnior i una etapa a la Volta a Espanya de 1986.

## Palmarès
- 1979
  -  Campió del món júnior en contrarellotge per equips (amb Sergei Starodubschev, Sergei Tschapk i Vladimir Volochin)
- 1980
  -  Campió del món júnior en contrarellotge per equips (amb Oleh Petròvitx Txujda, Sergueï Voronine i Sergei Tschapk)
  - 1r al Giro della Lunigiana i vencedor de 2 etapes
- 1981
  -  Campió de la Unió Soviètica en curses per etapes
  - Vencedor d'una etapa a la Leningrad-Tallinn
- 1982
  -  Campió de la Unió Soviètica en contrarellotge per equips
  - Vencedor d'una etapa al Giro de les Regions
  - Vencedor d'una etapa a la Coors Classic
- 1983
  - Vencedor d'una etapa al Circuit de La Sarthe
  - Vencedor d'una etapa al Girobio
- 1984
  - Vencedor d'una etapa a la Volta a Cuba
- 1986
  - Vencedor d'una etapa a la Volta a Espanya

### Resultats a la Volta a Espanya
- 1986. 39è de la classificació general. Vencedor d'una etapa